# Nemšová
Nemšová és una ciutat d'Eslovàquia. Es troba a la regió de Trenčín.

## Història
La primera menció escrita de la vila es remunta al 1242.

## Demografia
| Godina             | 1994 | 2004   | 2014   | 2024   |
| ------------------ | ---- | ------ | ------ | ------ |
| Nombre de persones | 6087 | 6220   | 6274   | 6172   |
| Diferència         |      | +2,18% | +0,86% | −1,62% |

| Godina             | 2023 | 2024   |
| ------------------ | ---- | ------ |
| Nombre de persones | 6240 | 6172   |
| Diferència         |      | −1,08% |